# Гай Марий Младши
Вижте пояснителната страница за други личности с името Гай Марий.
Гай Марий Младши (на латински: Gaius Marius; * 109 пр.н.е.; † 82 пр.н.е., Пренесте) e римски политик на късната Римска република и син на генерал Гай Марий и съпругата му Юлия, леля на Юлий Цезар.
Като дете Марий е възпитаван заедно с Цицерон и Тит Помпоний Атик. По време на гражданската война той служи при баща си и Луций Порций Катон. През 88 пр.н.е. той бяга с баща си в Северна Африка. Когато популарите през 87 пр.н.е. идват на власт той се връща в Рим.
По време на войната между Сула и популарите той е избран през 82 пр.н.е. за консул и е само на 26 г. с колега Гней Папирий Карбон. Той се бие против Сула и е хванат в Пренесте и вероятно се самоубива. Сула показва отрязаната му глава на Ростра в Рим, а младата му вдовица Муция Терция се омъжва за Помпей.